# Bandera wojenna

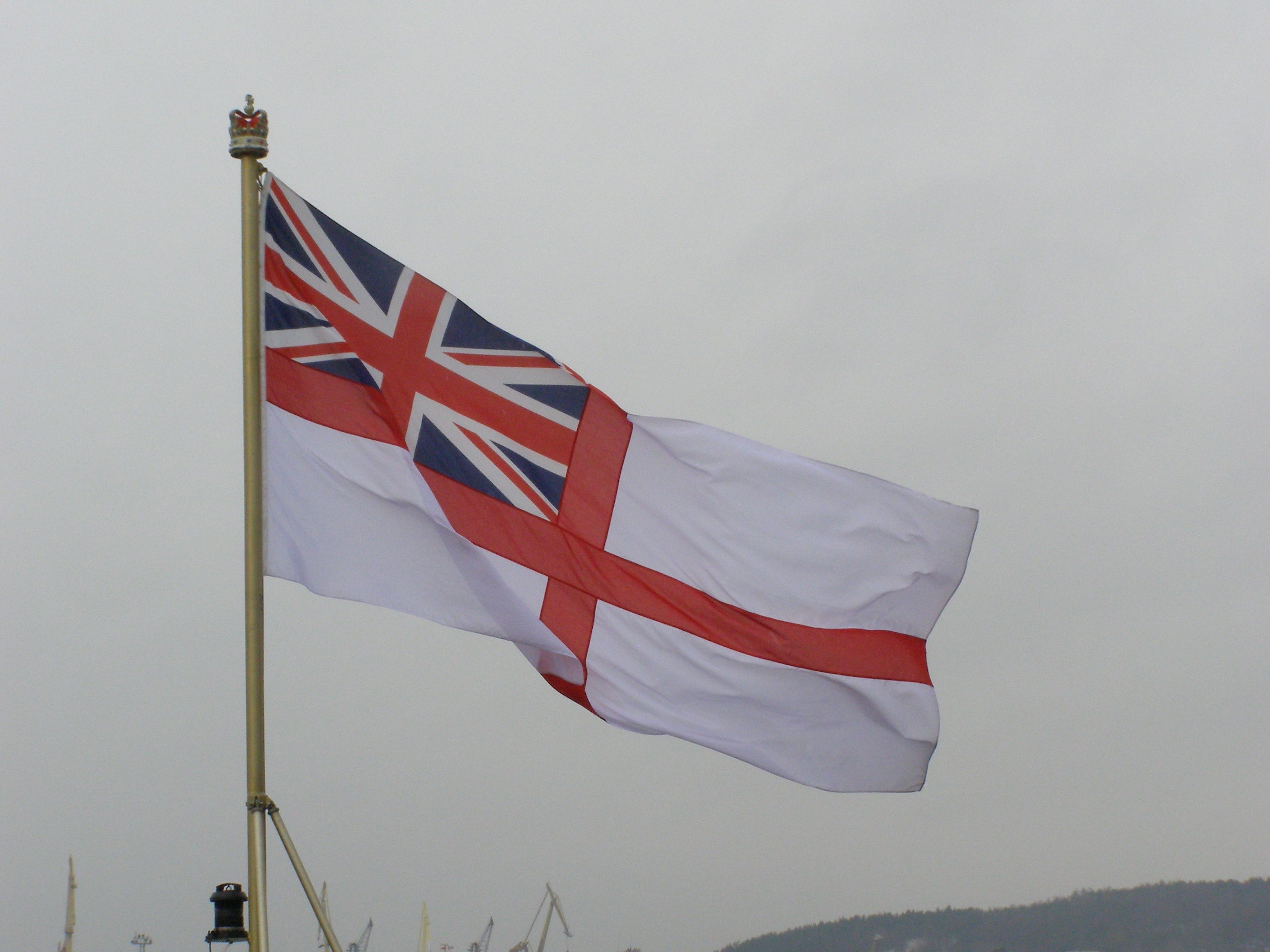
Bandera wojenna Royal Navy

Bandera wojenna – rodzaj bandery używanej na okrętach (i innych jednostkach pływających) marynarki wojennej, określającej ich przynależność państwową.

## W Polsce

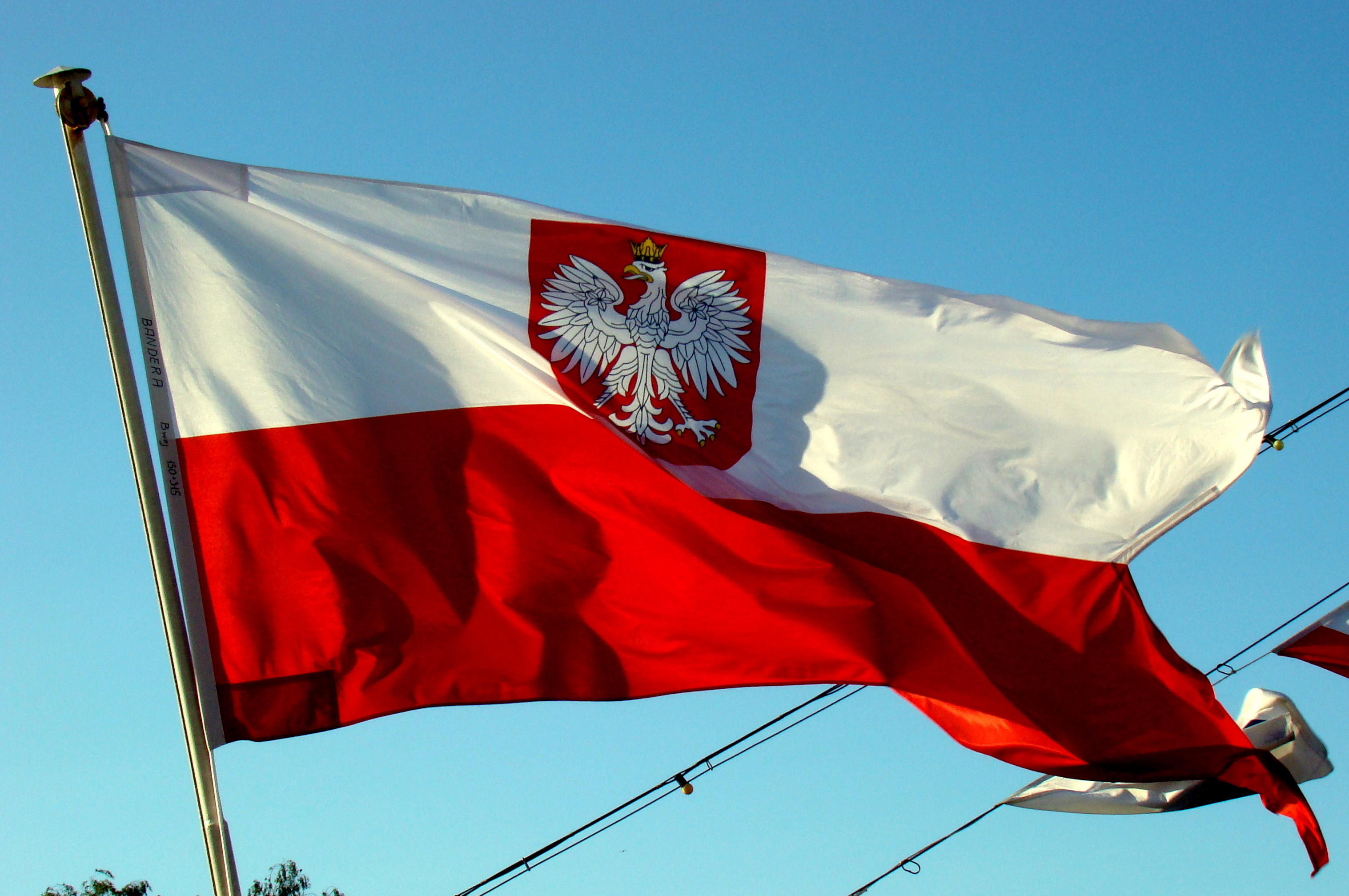
Polska bandera wojenna

Konstrukcja polskiej bandery wojennej

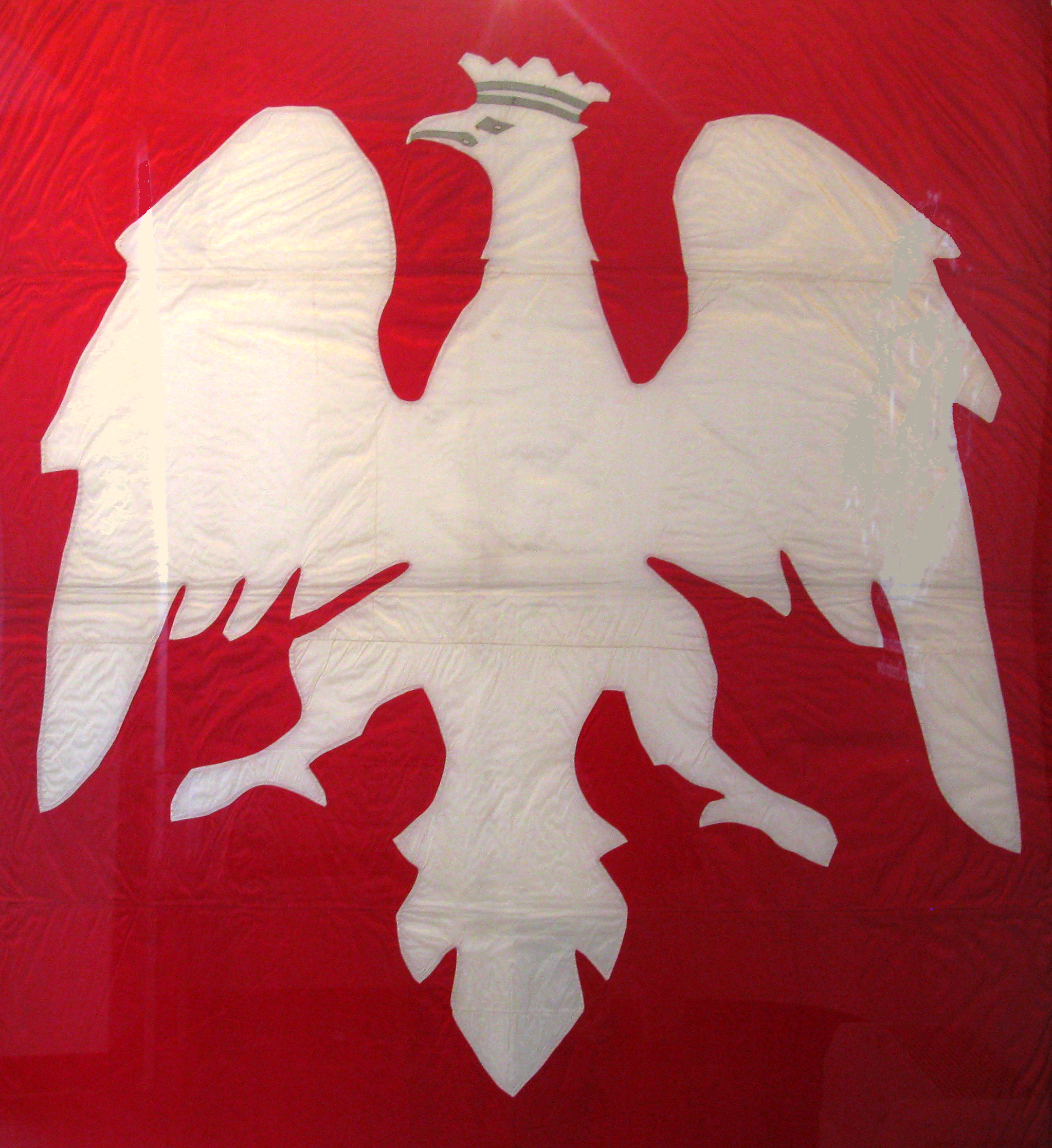
Polska bandera zakupionego przez Zamoyskich i Czartoryskich okrętu "Princess", który jako "Kiliński" lub "Kościuszko" miał wejść pod brytyjską banderą do walki z Marynarką Wojenną Imperium Rosyjskiego na Morzu Czarnym, okręt skonfiskowała Armada Española pod naciskiem ambasady rosyjskiej

Do noszenia polskiej bandery wojennej są uprawnione:
- okręty
- motorówki, kutry i łodzie okrętowe, sztabowe oraz będące w dyspozycji dowódców i szkół Marynarki Wojennej.
- jachty należące do Marynarki Wojennej.

Jednostkom pomocniczym (pjp) przysługuje bandera pomocniczych jednostek pływających. Krypy transportowe, nurkowe, barki grzewcze, śmieciarki, dźwigi pływające, doki pływające i inne jednostki niemające z zasady własnego napędu, nie mają prawa podnosić żadnej bandery.
Podczas postoju okrętu (pjp) banderę z zasady podnosi się na drzewcu rufowym – flagsztoku, a podczas ruchu – na gaflu masztu głównego.
Na okręcie podwodnym w ruchu na powierzchni banderę podnosi się na drzewcu przy pomoście, a podczas postoju – na drzewcu rufowym.
Podczas postoju okrętu (pjp) w porcie i na kotwicy banderę podnosi się o godzinie 08.00, a spuszcza o zachodzie słońca. W czasie postoju na kotwicy bandera może być podniesiona przed godziną 08.00 i po zachodzie słońca, na czas oddania ukłonu.
Do codziennego podniesienia bandery przeprowadza się zbiórkę na pokładzie okrętu. Zbiórki nie zarządza się podczas wykonywania prac okrętowych i alarmowych, przygotowania okrętu do wyjścia na morze i do walki, a także w dni sprzątania generalnego. W tych wypadkach banderę podnosi służba okrętowa, bez udziału całej załogi.
Okręty przeniesione do drugiej rezerwy oraz w czasie fumigacji nie podnoszą bandery, nie oddają honorów gwizdkiem oficerskim.
W porcie zagranicznym banderę podnosi się równocześnie z podniesieniem bandery na okrętach danego państwa, a jeśli ich brak – o godzinie 08.00 czasu miejscowego.
Okręt w ruchu ma zawsze podniesioną banderę, bez względu na porę doby.
Przeniesienie bandery z drzewca rufowego na gafel następuje w momencie zrzucenia ostatniej cumy lub „puszczenia” kotwicy, a z gafla na drzewce rufowe w momencie założenia oka pierwszej cumy na poler, beczkę lub rzucenia kotwicy. Na komendę dowódcy okrętu /z.d.o./: "BANDERĘ PRZENIEŚĆ" wyznaczony marynarz spuszcza (podnosi) banderę podniesioną na drzewcu rufowym, a sygnalista podnosi (spuszcza) banderę na gaflu. Spuszczenie i podniesienie bandery odbywa się jednocześnie.
W czasie żałoby banderę podnosi się do połowy drzewca. W takim przypadku banderę podnosi się najpierw „na miejsce”, a następnie spuszcza się ją do połowy.
Ceremoniał morski dotyczący bandery wojennej jest bardzo bogaty i obejmuje postępowanie z nią w różnych okolicznościach (podnoszenie, opuszczanie, ukłon, żałoba, walka itp.)
W Rzeczypospolitej przedrozbiorowej polska bandera wojenna przedstawiała Orła Białego na czerwonym tle, statki handlowe nosiły natomiast czerwoną banderę z wizerunkiem ramienia trzymającego pałasz.

## Przykłady bander

Proporzec bojowy polskich okrętów wojennych w XVII w.
Bandera polska używana od roku 1919, praktycznie do roku 1930
Bandera polska 1927–1945 i po 1993
Bandera polska 1945–1993
Bandera Austro-Węgier
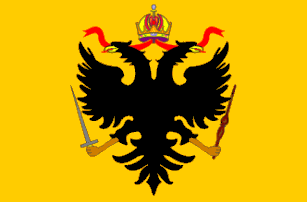
Flaga Świętego Cesarstwa Rzymskiego
Flaga Prus 1701–1870
Bandera Cesarstwa Niemieckiego 1903–1918
Bandera III Rzeszy 1938–1945
Bandera rosyjska przed 1917 i po 1992
Bandera ZSRR 1935-1992
White Ensign Royal Navy
Bandera Marynarki Skonfederowanych Stanów Ameryki (1861–1865)
Bandera Królestwa Francji
Bandera Królestwa Grecji (1833–1862)
Bandera Królestwa Grecji (1862–1973)
Flaga wojenna Hiszpanii (1785–1931)
Bandera Cesarstwa Japonii
Bandera portugalska 1834–1910
Flaga Królestwa Włoch od 1861
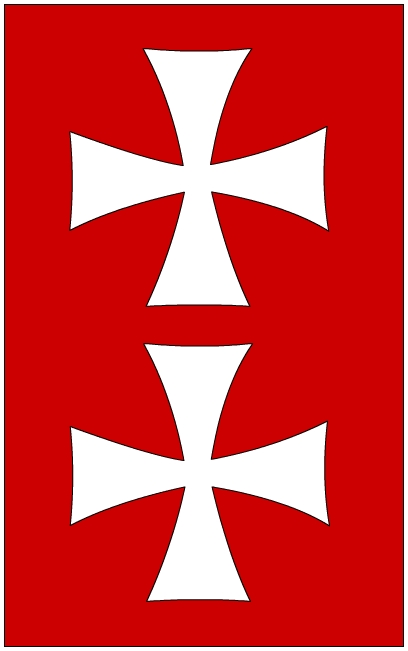
Hanzeatycka flaga Gdańska
Bandera Imperium Osmańskiego 1453–1789
Flaga/bandera Zjednoczonych Prowincji Niderlandów